# Abbazia di Vyšší Brod

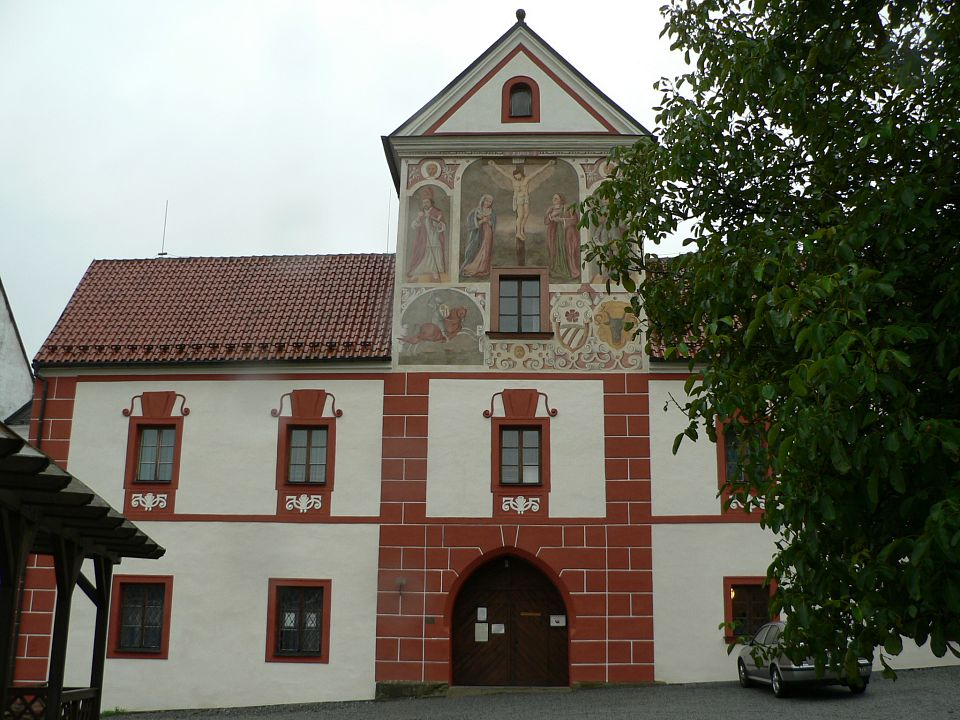
La porta del monastero

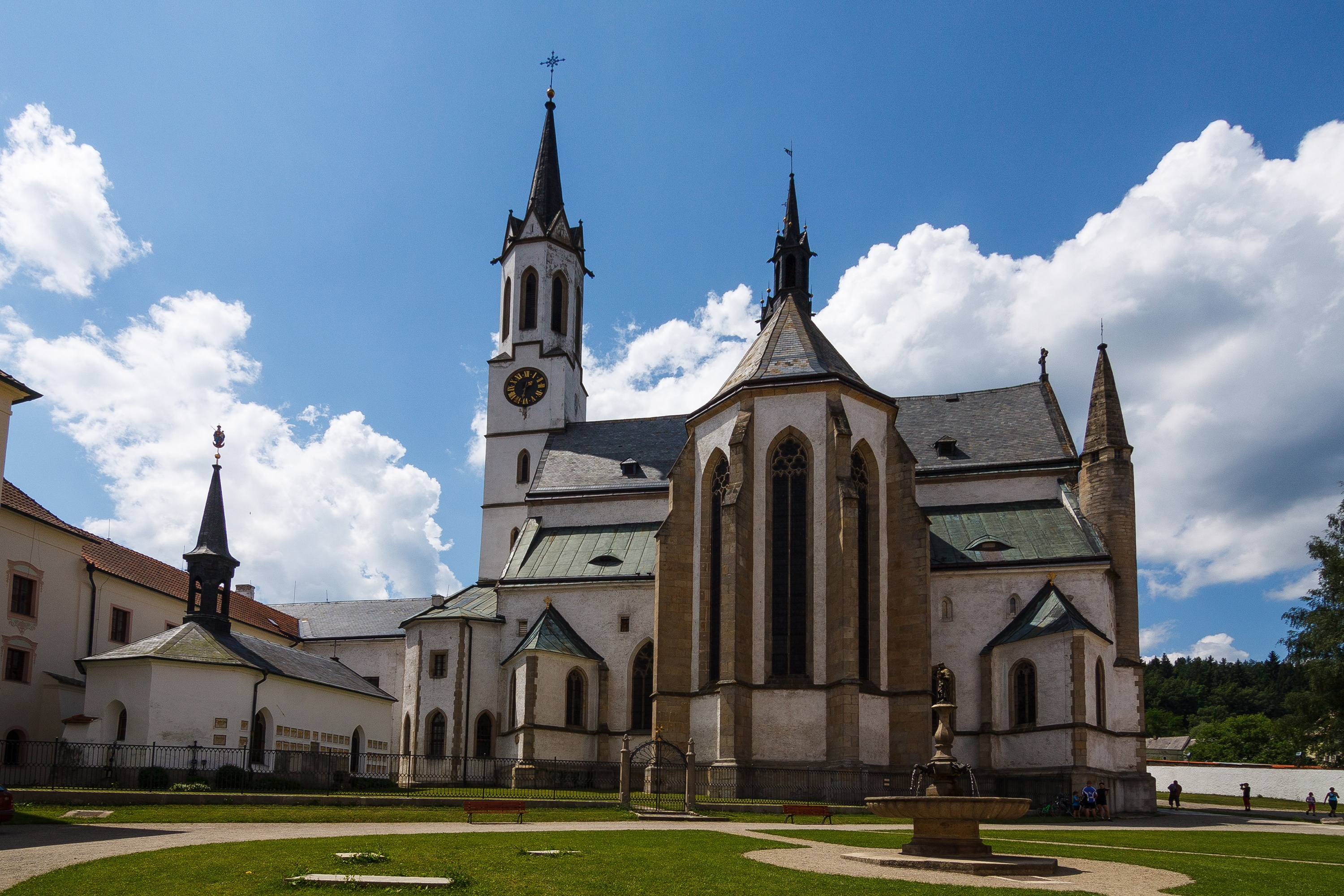
Abside della chiesa

L'abbazia cistercense di Vyšší Brod venne fondata nel 1259 dalla famiglia Rosenberg a Vyšší Brod (Boemia Meridionale) e rappresenta uno dei monasteri più interessanti di tutta la Boemia.
Una comunità di monaci vive ancora nel monastero.
Degne di nota sono la chiesa gotica, il chiostro, la sala capitolare, la galleria dei ritratti degli abati e la biblioteca.